# Landesverband Hannoverscher Rassegeflügelzüchter
Der Landesverband Hannoverscher Rassegeflügelzüchter e. V. (kurz: LV Hannover) ist die Dachorganisation zahlreicher niedersächsischer Geflügelzuchtvereine. Er hat seinen Sitz in Krebeck und ist Mitglied des Bundes Deutscher Rassegeflügelzüchter (BDRG).

## Geschichte
Der Landesverband Hannoverscher Rassegeflügelzüchter (LV Hannover) wurde am 9. November 1879 als Centralverein für Rassegeflügelzucht in der Provinz Hannover gegründet. Erster Vorsitzender war der Lehrer Louis Ehlers. Um 1900 setzte sich der Vorstand aus folgenden Personen zusammen: „1. Vorsitzender L. Ehlers, Hannover; 2. Vorsitzender Dr. Warnecke, Hannover; weitere Mitglieder waren Sanitätsrath Dr. Lax, Hildesheim; Hauptlehrer Genters, Leer; Bergen, Walsrode; Braun, Lingen und Jörgens, Northeim.“ Vorstandsmitglied August Lax aus Hildesheim hatte bereits 1865 gemeinsam mit dem königlichen Rentmeister Carl von den Driesch (1830–1900) aus Düren mit der Vereinigung der Züchter des La-Flèche-Huhnes den ersten deutschen Spezialklub bzw. Sonderverein gegründet.
Louis Ehlers′ Nachfolger wurde um 1902 der Kommerzienrat Wilhelm Wessel. Während der Vorsitz 1912 an Regierungsoberinspektor Hermann Schäfer aus Lüneburg überging, zählte der Verband bereits 9000 Mitglieder. 1918 erfolgte eine Umbenennung in Provinzialverband Hannoverscher Vereine für Geflügelzucht.
Im Jahre 1985 zählte der LV Hannover mehr als 11.000 Mitglieder in 15 Kreisverbänden und etwa 192 lokalen Vereinen.

## Arbeit und Aufgaben des Verbandes

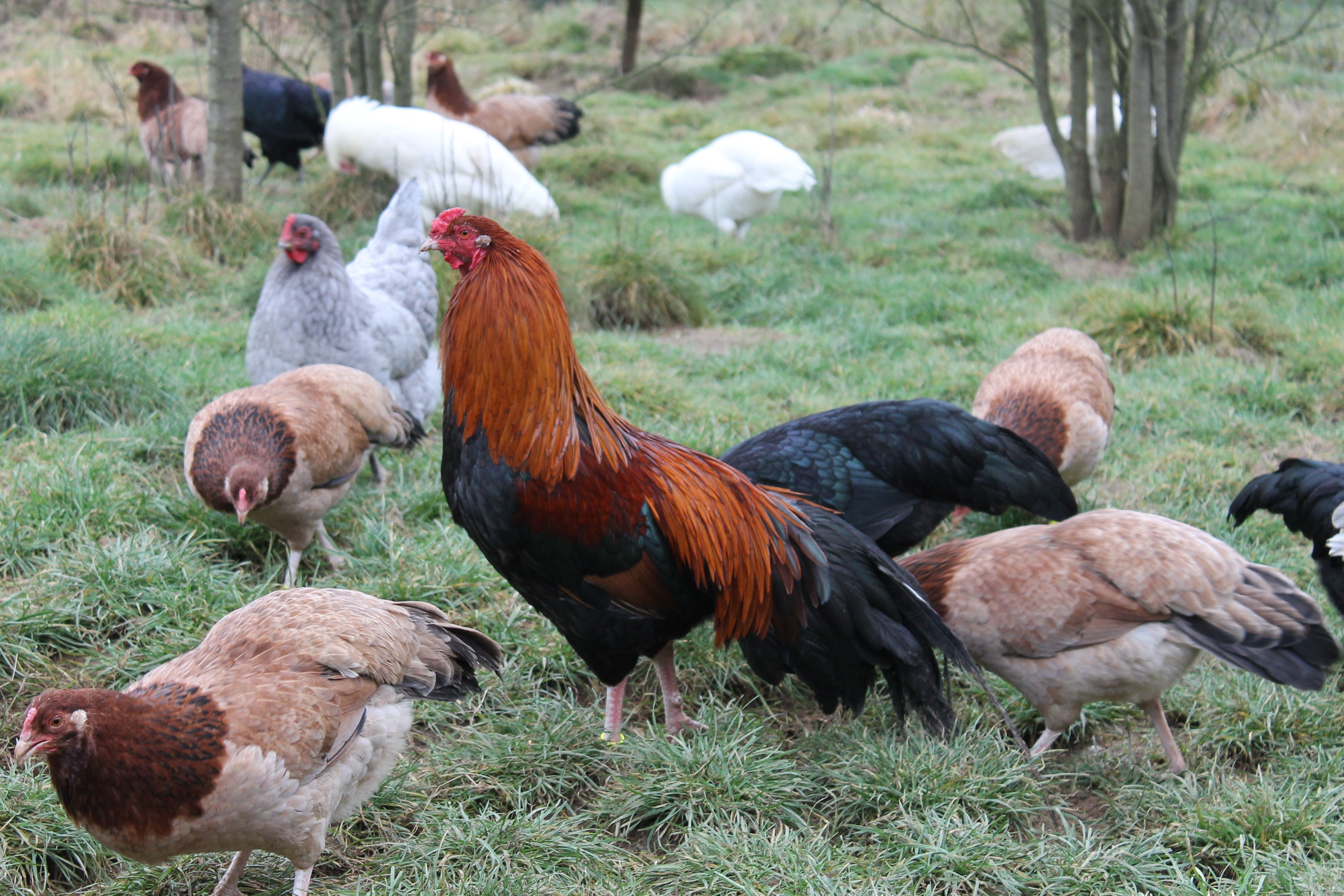
Aufklärung über artgerechte Geflügelhaltung ist ein zentrales Anliegen des LV Hannover

Die heutigen Aufgaben des LV Hannover lehnen sich an denen des Bundes Deutscher Rassegeflügelzüchter (BDRG) an. Sie beziehen sich insbesondere auf den Tier- und Artenschutz im Bereich der Rasse- und Ziergeflügelzucht. Aber auch die Aufklärung über sachgemäße Zucht und artgerechte Haltung sowie die Bewahrung der Rassegeflügelzucht für zukünftige Generationen durch Heranführung einer breiten Bevölkerung an das Thema, stellen Kernelemente der Verbandsarbeit dar. Ein wichtiges Anliegen ist es außerdem, bei der Aufstellung und Änderung von Rassestandards darauf zu achten, dass keine Schmerzen, Schäden oder Leiden für die Tiere auftreten.
Von den im Gebiet des Landesverbandes entstandenen Geflügelrassen sind neben der Celler Gans die Diepholzer Gans, das Ramelsloher Huhn, der Hannoversche Tümmler, die Harzburger Trommeltaube sowie das Winsener Masthuhn zu nennen.

## Organisation
Der LV Hannover ist im Vereinsregister des Amtsgerichts Hildesheim registriert. Als einer von insgesamt 19 Landesverbänden des BDRG ist er der Zusammenschluss örtlicher Geflügelzucht- und Kleintierzuchtvereine (nicht jedoch der Sondervereine) auf dem Gebiet der ehemaligen Regierungsbezirke Lüneburg, Hannover und Braunschweig. Das Verbandsgebiet reicht von Cuxhaven im Norden bis Hann. Münden im Süden sowie von Diepholz im Westen bis nach Dannenberg im Osten.
Insgesamt betreut der LV Hannover heute in 13 Kreisverbänden rund 8700 Mitglieder, darunter etwa 700 Jugendliche, die in 153 Rassegeflügel-, Rassetauben- und Kleintierzuchtvereinen organisiert sind. Die mitgliederstärksten Kreisverbände (KV) sind der KV Hannover mit 1573 Mitgliedern und der KV Lüneburger Heide mit 1189 Mitgliedern. Als höchste Ehrung verleiht der Verband verdienten Mitgliedern seit 1966 die „Goldene Feder“.

## Vorsitzende
- 1879–1902: Louis Ehlers
- 1902–1912: Wilhelm Wessel
- 1912–1926: Hermann Schäfer
- 1926–1937: Wilhelm Kobbe
- 1937–1956: Hans Wiegel
- 1956–1977: Dieter Penseler
- 1977–1986: Kurt Becker
- 1986–1992: Erich Lütjens
- 1992–2005: Klaus Schmidt
- 2005–2016: Egon Dopmann
- seit 2016: Alfred Karl Walter